# (5097) Axford
(5097) Axford (1983 TW1) – planetoida z grupy pasa głównego asteroid okrążająca Słońce w ciągu 4 lat i 68 dni w średniej odległości 2,6 j.a. Została odkryta 12 października 1983 roku.